# La scuola cattolica (film)
La scuola cattolica è un film italiano del 2021 diretto da Stefano Mordini.
Il film è tratto dall'omonimo romanzo vincitore del Premio Strega del 2016 scritto da Edoardo Albinati, ispirato a fatti realmente accaduti passati alla cronaca come il massacro del Circeo.

## Trama
Roma, 1975. Edoardo frequenta un istituto scolastico maschile privato di stampo cattolico, l'Istituto San Luigi nel quartiere "bene" Parioli. Tra i suoi compagni c'è il timido e remissivo Salvatore Izzo, fratello del più smaliziato Angelo; ci sono poi l'intelligentissimo Carlo Arbus, figlio di un professore di logica matematica all'università, il quale desidera conseguire il diploma con un anno d'anticipo, stufo dell'ambiente del liceo; Picchiatello, o "Pik", Martirolo, ragazzo problematico figlio di una bellissima ex-attrice; Gioacchino Rummo, figlio di una numerosa famiglia dalla religiosità prossima al bigottismo. Attorno a loro gravitano altri personaggi come Gianni Guido, amico fraterno di Angelo e il cui padre Raffaele è particolarmente esigente e violento, e altri ragazzi e ragazze che vivono come loro la tarda adolescenza. Edoardo li osserva attentamente mantenendo un atteggiamento quasi sempre super partes e si rende conto che la rigida morale impartita a scuola fa emergere le molte contraddizioni della loro piccola comunità, in cui il più debole viene sempre sottomesso dal più forte e qualsiasi ambizione, fantasia o impulso di ribellione viene prontamente represso in ambito scolastico e/o familiare.
Nei primi mesi dell'anno, Edoardo e i suoi amici affrontano i consueti problemi della loro età, come il disastroso approccio con le ragazze.
 A poco a poco, tuttavia, iniziano ad evidenziarsi situazioni sempre più morbose. Arbus, ad esempio, riesce a conseguire il diploma, ma subito dopo suo padre fugge dopo essersi dichiarato omosessuale; Pik scopre che la madre intrattiene una relazione sessuale col suo compagno di scuola Stefano Jervi; la famiglia Rummo perde in tragiche circostanze la figlia più piccola, evento che segna tutti a vita; Angelo sospetta una latente omosessualità di Salvatore e lo provoca di continuo, arrivando perfino a molestare alcune ragazze. Edoardo viene invitato alla riunione di una setta satanica formata dai suoi compagni e amici e ne resta al tempo stesso affascinato e impaurito.
Tutto questo va avanti fino a quando Angelo e Gianni non adescano due bellissime ragazze, la diciassettenne Donatella Colasanti e la diciannovenne Rosaria Lopez, portandole in una villa al Circeo con la scusa che arriverà il loro amico Carlo. Qui le violentano e massacrano per giorni in compagnia del loro amico Andrea Ghira. Rosaria muore durante le violenze subite dai ragazzi, mentre Donatella, fingendosi morta, riesce a sopravvivere. Verrà ritrovata viva, arrotolata in sacchi di plastica, nel portabagagli della Fiat 127 di Gianni, sdraiata sopra al cadavere di Rosaria Lopez.
Angelo e Gianni vengono catturati e incarcerati, ma il delitto sconvolge l'intera scuola e porta Edoardo a riflettere sul fatto che, in qualche modo, l'ipocrisia della morale cattolica abbia causato quello e tutti gli altri drammi.
 Al termine della storia, le didascalie spiegano che Angelo Izzo, liberato nel 2005, ha poi ucciso altre due donne; Gianni Guido nel 2009 è stato rimesso in libertà dopo una evasione; Andrea, riuscito a fuggire, è morto latitante in Marocco nel 1994; Donatella è morta a soli 47 anni nel 2005.
 Dopo il processo per il Massacro del Circeo, nell'opinione pubblica si apre il dibattito sullo stupro che, soltanto nel 1996, da reato contro la morale pubblica diventa reato contro la persona.

## Produzione
Le riprese hanno avuto una durata di otto settimane e sono state effettuate a Roma e a San Felice Circeo.

## Promozione
Il primo trailer ufficiale del film è stato diffuso il 6 settembre 2021.

## Distribuzione
Il film è stato presentato in anteprima fuori concorso alla 78ª Mostra internazionale d'arte cinematografica di Venezia per poi esser distribuito nelle sale cinematografiche italiane da Warner Bros. con divieto ai minori di 18 anni a partire dal 7 ottobre dello stesso anno.
La commissione per la valutazione dei film ha successivamente elevato il divieto ai minori di 18 anni con questa motivazione: "Il film presenta una narrazione filmica che ha come suo punto centrale la sostanziale equiparazione della vittima e del carnefice. In particolare i protagonisti della vicenda pur partendo da situazioni sociali diverse, finiscono per apparire tutti incapaci di comprendere la situazione in cui si trovano coinvolti. Questa lettura che appare dalle immagini, assai violente negli ultimi venti minuti, viene preceduta nella prima parte del film, da una scena in cui un professore, soffermandosi su un dipinto in cui Cristo viene flagellato, fornisce assieme ai ragazzi, tra i quali gli omicidi del Circeo, un'interpretazione in cui gli stessi, Gesù Cristo e i flagellanti vengono sostanzialmente messi sullo stesso piano. Per tutte le ragioni sopracitate la Commissione a maggioranza ritiene che il film non sia adatto ai minori di anni diciotto". La notizia venne accolta da enormi critiche, alimentate sui social soprattutto dall'account ufficiale della Warner Bros. e di Benedetta Porcaroli, che avevano promosso lo slogan "Vietato ai minori il film che denuncia la violenza sulle donne". Il Tar del Lazio ha poi ristabilito il divieto ai minori di 14 anni apportando alcuni tagli nelle scene più forti.